# 沃姆札省
沃姆札省（województwo Łomżyńskie）是波蘭歷史上的一個省，始於1975年。1999年1月1日被併入波德拉謝省。
1998年面積6,684平方公里。人口352,900人。首府沃姆札。